# Sietas Typ 176
Der Typ 176 ist ein Schwergutfrachtschiff, den die Sietas-Werft in Hamburg-Neuenfelde als Nachfolger des Typs 161 entwickelte. Der Nachfolger dieser Baureihe ist der Typ 183.

## Geschichte
Hergestellt wurde die Serie von 2006 bis 2009 in vier Einheiten. Die ersten beiden Typ-176-Schiffe wurden am 19. Juli 2005, die beiden anderen am 1. Dezember 2005 von der Hamburger Reederei SAL Heavy Lift geordert. SAL Heavy Lift ist ein Joint Venture zwischen den Familien Heinrich/Rolner und der japanischen Reederei “K” Line. Eingesetzt werden die Schiffe vorwiegend in der weltweiten Schwergut- und Projektfahrt.

## Technik
Angetrieben werden die Schiffe der Baureihe von einem MAN-9L58/64-Dieselmotor, der auf einen Verstellpropeller wirkt.
Die Rümpfe wurden in Sektionsbauweise zusammengefügt.
Der 110,00 Meter lange und 17,00 Meter breite überwiegend kastenförmige Laderaum mit einem Rauminhalt von 18.000 m³ ist für den Transport von Containern und Schwergut verstärkt und hat zahlreiche versetzbare Schotten, die auch als Zwischendeck in drei verschiedenen Höhen eingesetzt werden können. Es wurden schwergutverstärkte Lukendeckel verwendet. Bei den letzten beiden Schiffen der Serie (Trina und Regine) wurden die Aufbauten um ein Deck erhöht, um zusätzliche Kammern zu schaffen.
Die beiden Hauptkräne sind, wie bei allen von SAL bestellten Schwergutschiffen, Prototypen der Neuenfelder Maschinenfabrik. Sie haben ein SWL von 700 t und waren bei Indienststellung der Schiffe die leistungsfähigsten Turmdrehkrane der Welt. Der dritte Kran hat ein SWL von 350 t und wurde ebenfalls von NMF hergestellt. Alle drei Kräne können auch aufgetoppt gefahren werden.

## Die Schiffe
| Frauke     | 1275 | 9376488 | 21. Dezember 2006 8. Dezember 2007 26. Februar 2008 | so 2024 in Fahrt |
| Anne-Sofie | 1276 | 9376490 | 21. Dezember 2006 17. Februar 2008 24. April 2008   | so 2024 in Fahrt |
| Trina      | 1277 | 9376505 | 21. Dezember 2006 22. August 2008 13. November 2008 | so 2024 in Fahrt |
| Regine     | 1278 | 9393242 | 21. Dezember 2006 3. November 2008 12. Februar 2009 | so 2024 in Fahrt |